# نتائج النسبية الخاصة
من نتائج النظرية النسبية الخاصة لأينشتاين:
- الفاصل الزمني بين حدثين متغير من مراقب إلى آخر، لكنه يعتمد على السرعة النسبية بين إطارين مرجعيين للمراقبين.
- نسبية التزامن : يمكن لحدثين متزامنين، يحدثان في نفس الوقت في مكانين منفصلين في إطار مرجعي، أن يكونا غير متزامنين متعاقبين بالنسبة لمراقب في إطار مرجعي آخر.
- نسبية القياس : يمكن لعملية القياس التي يجريها مراقبين في إطارين مرجعيين refrence system مختلفتين أن تعطي نتائج وقياسات مختلفة لنفس الشئ المقاس (أنظر تقلص الأطوال).
- نسبية الزمن ومفارقة التوأمين twins paradox : إذا سافر أحد توأمين في مركبة فضائية بسرعة تقارب سرعة الضوء، فسيكتشف بعد عودته للأرض بعد خمس سنوات طبقا لساعته، مرور خمسين عاما على توقيت الأرض . وسيجد أن أخاه قد كبر خمسين عاما في حين لم يزد عمره هو سوى خمس سنين... مما يعني أن الزمن يتباطأ بتزايد سرعة الإطار المرجعي المتحرك (أنظر إبطاء زمني).

ويقول أينشتاين :
"رفضت فكرة المرجع المطلق absolute refrence التي تتوافق مع فكرة مكان متجانس مملوء بمادة تدعي الأثير ينتقل عبرها موجات الضوء، ونسفت هذه الفكرة من جذورها استنادا إلى تجربة ميكلسون ومورلي التي بينت ثبات سرعة الضوء . وقمت باستبدالها بمبدأ النسبية الذي ينص على ثبات قوانين الفيزياء (و ليس الفضاء) بالنسبة لكافة الإطارات المرجعية التي تتحرك بالنسبة لبعضها البعض بسرعة منتظمة (أطارات مرجعي عطالية inertial systems). يمكن ببساطة التحويل بين الجمل المرجعية المتحركة بالنسبة لبعضها عن طريق مجموعة قوانين تدعى : تحويلات لورينتز.
و كما قمت بتوحيد الزمان مع المكان في فضاء واحد رباعي الأبعاد (زمكان) ، وقمت بتبيان العلاقة بين الكتلة Mass, والعزم Momentum, والطاقة Energy على أنها تظاهرات لشئ واحد . وفتحت الباب نحو تحويل هذه الظواهر إلى بعضها البعض وعوضا عن الحديث عن قانون بقاء المادة Matter أو الطاقة أو العزم يمكننا الحديث عن انحفاظ مجموع هذه القيم ضمن الإطارات المعزولة."